# Pristimantis w-nigrum
La cualita o cuatín cualita  (Pristimantis w-nigrum) es una especie de anfibio anuro de la familia Craugastoridae.

## Distribución y hábitat
Es endémica de ambas vertientes de los Andes, entre 800 y 3300 m de altitud, en zonas de bosque nublado y subpáramo, en el extremo norte del Perú, Ecuador y Colombia.
Está amenazada por la pérdida de su hábitat natural.

## Descripción
El macho alcanza hasta 4,1 cm de longitud y la hembra hasta 7,1 cm. Presenta dorso de color marrón claro con marcas más obscuras de color pardo o negro; vientre blancuzco o crema, en las hembras con manchas pálidas difusas. Tiene manchas negras en la parte inferior de los flancos y la ingle. Las superficies posteriores de los muslos son de color negro con manchas blancas o crema, y con manchas o barras de color negro.